# 아란야카
아란야카(산스크리트어: आरण्यक)는 의식적인 희생의 의미와 관련된 고대 인도 베다의 한 부분이다. 그것들은 전형적으로 베다의 후기 부분을 나타내며 베다 텍스트의 여러 부분 중 하나이다. 베다의 다른 부분은 삼히타(예언, 찬송가), 브라마나(해설), 우파니샤드(영적이고 추상적인 철학)이다.
아란야카는 의식을 다양한 관점에서 설명하고 논의하는데, 어떤 것은 철학적 추측을 포함한다. 예를 들어, 카타 아란야카는 프라바르기야와 연결된 의식을 논의한다. 아이타레야 아란야카는 마하브라타 의식을 제의주의적 관점에서 상징적 메타의식적 관점으로 설명하는 것을 포함한다. 그러나 아란야카는 내용도 구조도 동질적이지 않다. 아란야카는 때때로 카르마-칸다(कर्मकाण्ड, 의식적 행동/희생 영역)로 식별되는 반면, 우파니샤드는 잔나-칸다(ज्ञानकाण्ड, 지식/영성 영역)로 식별된다. 대안적 분류에서, 베다의 초기 부분을 삼히타라고 부르고 진언과 의식에 대한 의식적 논평을 브라마나라고 부르는데, 이들은 함께 의식적 카르마-칸다로 식별되는 반면, 아란야카와 우파니샤드는 잔나-칸다로 지칭된다.
아란야카와 브라마나 사이의 절대적인 보편적인 진정한 구분은 고대 인도 베다 문헌의 방대한 분량 속에 존재한다. 마찬가지로 아란야카와 우파니샤드 사이의 절대적인 구분도 존재하지 않는데, 일부 우파니샤드는 소수의 아란야카 내부에 포함되어 있기 때문이다. 아란야카는 브라마나와 함께 후기 베다 종교 행위에서 나타나는 새로운 전환을 나타낸다. 그 전환은 외부의 희생 의식에서 우파니샤드의 내면화된 철학적 논제로의 고대 인도 철학의 꽃피우기와 함께 완성된다. The transition completes with the blossoming of ancient Indian philosophy from external sacrificial rituals to internalized philosophical treatise of Upanishads.